# Păcat capital

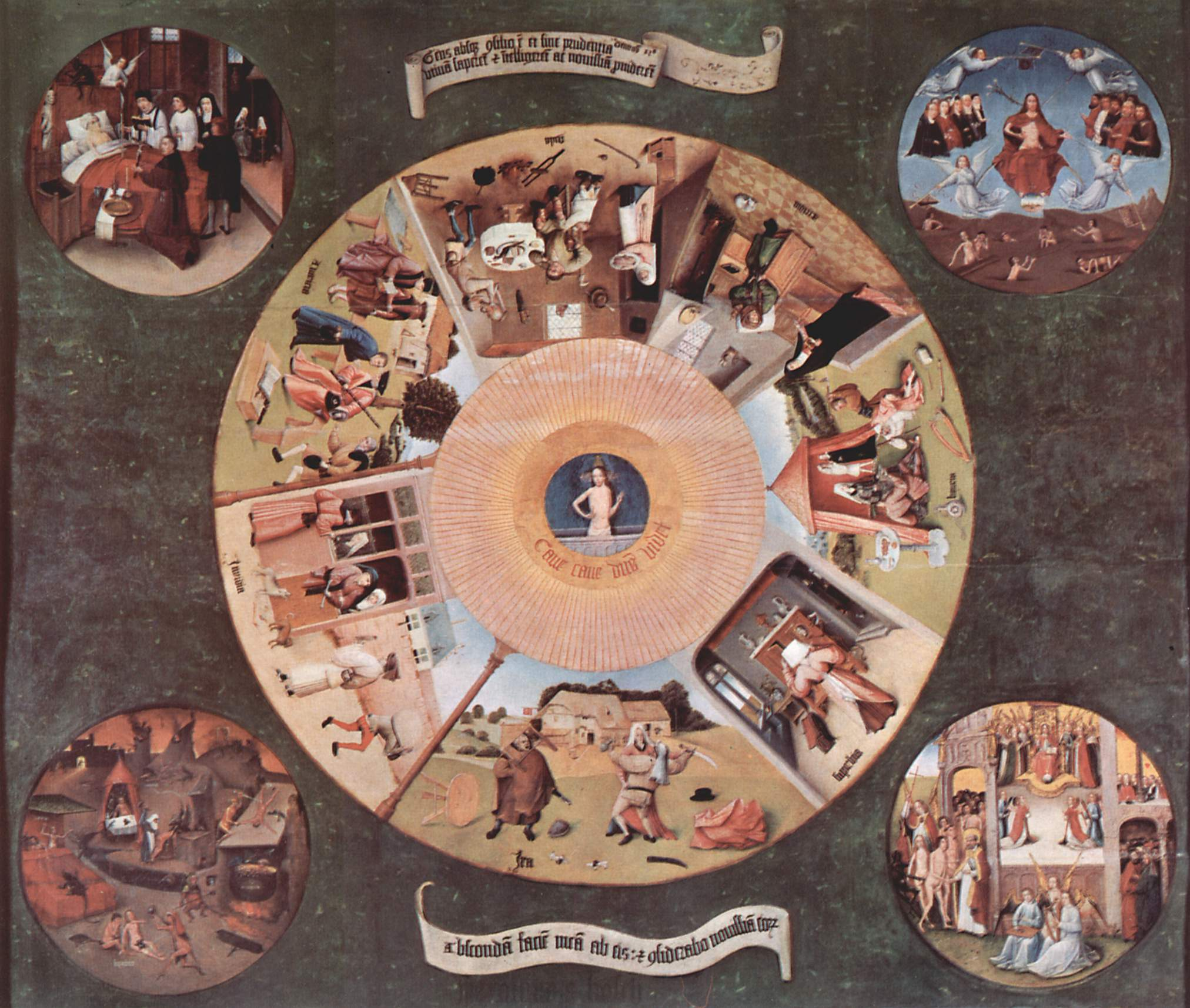
Cele 7 păcate capitale

Păcat capital (în latină : peccatum mortiferum) este un păcat considerat de biserică fundamental și din care ar izvorî toate celelalte păcate.

## În Biblie
În Cartea Proverbelor (Mishlai), regele Solomon afirma că „Șase lucruri urăște Domnul, și chiar șapte Îi sînt urîte:”
- Privirea trufașă.
- Limba mincinoasă.
- Mâinile care varsă sânge nevinovat.
- O inimă care scornește planuri viclene.
- Picioarele care se reped să facă răul.
- Un martor înșelător care spune minciuni.
- Cel care seamănă discordie între frați.

În timp ce numărul este de șapte, lista diferă în mod considerabil de cea tradițională, numai mândria fiind menționată pe ambele liste.
Altă listă, din Epistola către Galateni (Galateni 5:19-21), include șapte păcate ceva mai tradiționale, deși lista e ceva mai lungă decât șapte: adulterul, sexul în afara căsătoriei, necurăția, lascivitatea, idolatria, vrăjitoria, ura, certurile, rivalitățile pornite din orgoliu sau invidie, furia, împotrivirea, răscularea, ereziile, invidiile, omorurile, bețiile, lăcomia de mâncare și băutură și „alte lucruri asemănătoare cu acestea”. Deoarece apostolul Pavel afirmă că cei care fac aceste lucruri „nu vor moșteni Împărăția lui Dumnezeu” ele sunt în mod curent numite drept păcate de moarte mai degrabă decât vicii capitale.

## Evoluția listei tradiționale

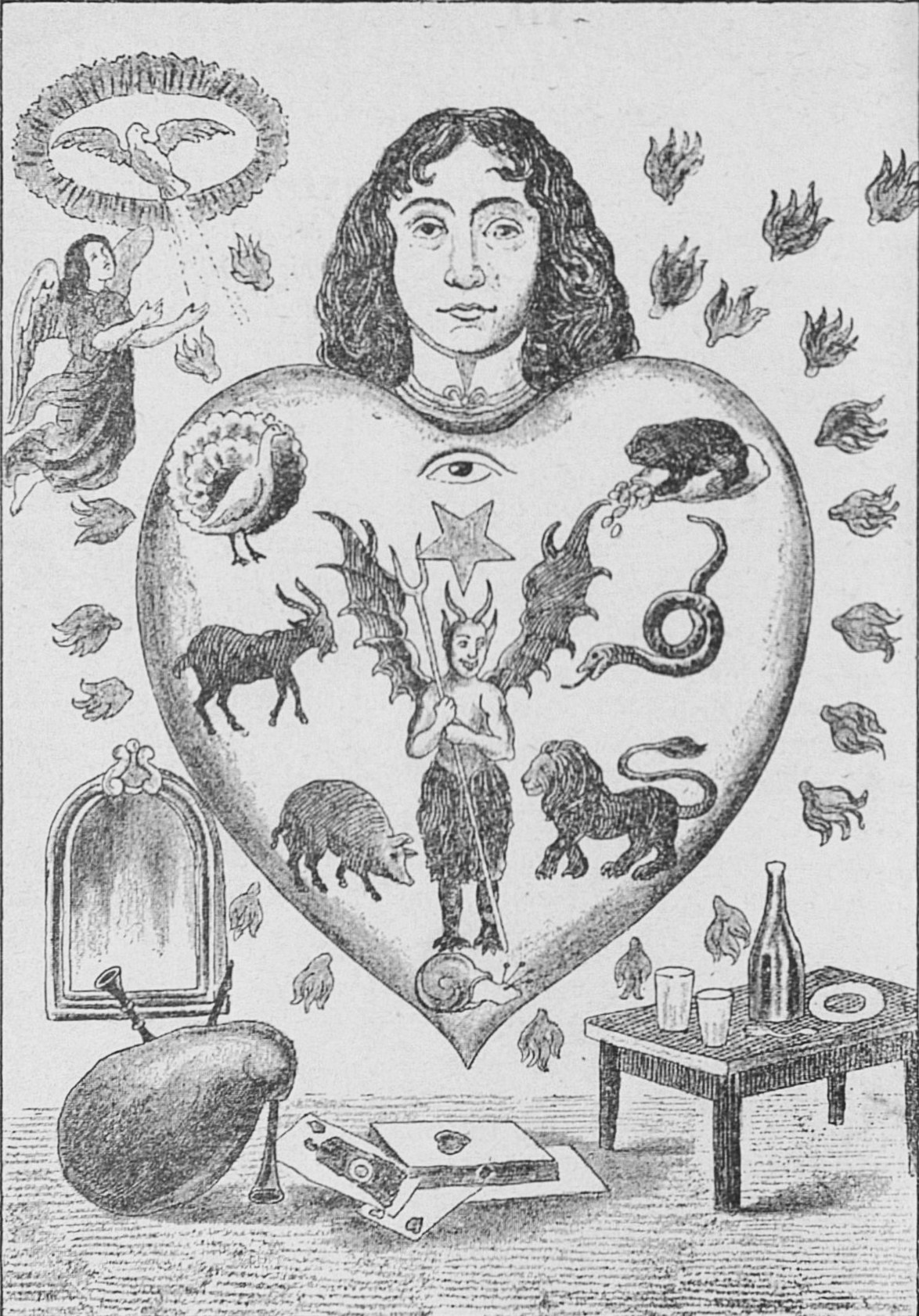
Imagine alegorică despre inima omenească drept pradă a celor șapte păcate capitale, fiecare fiind reprezentat de un animal (în sens orar: broască = avariția; șarpe = invida; leu = furia; melc = lenea; porc = îmbuibarea; capră = pofta; păun = mândria).

Conceptul actual al celor șapte păcate de moarte este legat de scrierile călugărului din secolul al IV-lea Evagrie Ponticul, care menționa opt gânduri rele în limba greacă:
- Γαστριμαργία (gastrimargia) lăcomia.
- Πορνεία (porneia) prostituția, sexul dezordonat.
- Φιλαργυρία (philargyria) zgârcenia (avariția)
- Ὑπερηφανία (hyperēphania) hybrisul - în Filocalia, termenul este redat drept respect pentru sine.
- Λύπη (lypē) tristețea - în Filocalia, acest termen este redat drept invidie, adică a te întrista de norocul altuia.
- Ὀργή (orgē) furia.
- Κενοδοξία (kenodoxia) lauda de sine.
- Ἀκηδία (akēdia) acedia - în Filocalia, acest termen este redat drept depresie.

Ele au fost traduse în latina utilizată de creștinătatea occidentală (in principal datorită scrierilor lui Ioan Casian), devenind astfel parte din tradiția occidentală a pietăților sau a devoțiunilor catolice:
- Gula (îmbuibarea)
- Fornicatio (sexul în afara căsătoriei, pofta)
- Avaritia (avariția/lăcomia)
- Superbia (hybrisul, mândria)
- Tristitia (întristarea/disperarea)
- Ira (furia)
- Vanagloria (mărirea de sine)
- Acedia (acedia)

Aceste „gânduri rele” pot fi organizate în trei grupuri:
- apetitul pentru satisfacerea dorințelor trupești (îmbuibarea, sexul în afara căsătoriei și avariția)
- irascibilitatea (furia)
- intelectuale (mărirea de sine, tristețea, mândria și descurajarea)

În anul 590, la ceva mai mult de două secole după ce Evagrie scrisese lista, Papa Grigore I cel Mare a revizuit această listă pentru a reda cele mai obișnuite șapte păcate capitale, prin a comprima tristețea/disperarea cu acedia, mărirea de sine cu mândria, și prin a adaugă invidia. În ordinea folosită atât de Papa Grigorie cat și de Dante Alighieri în poemul său epic Divina Comedie, cele șapte păcate de moarte sunt:
1. luxuria (desfrâul/pofta)[7][8][9]
2. gula (îmbuibarea)
3. avaritia (avariția/lăcomia)
4. acedia (acedia/descurajarea/apatia spirituală)
5. ira (furia)
6. invidia (invidia)
7. superbia (mândria)

Identificarea și definirea celor șapte păcate capitale de-a lungul istoriei a fost un proces destul de schimbător, iar ideile cu privire la ce cuprind păcatele respective au evoluat de-a lungul timpului. În plus, ca rezultat al schimbărilor semantice:
- pofta a fost substituită în loc de luxuria în toate privințele, cu excepția numelui[necesită citare]
- socordia (apatia spirituală) a fost substituită în loc de acedia

Această listă revizuită este cea folosită de Dante. Procesul de schimbare semantică a fost facilitat de faptul că trăsăturile de caracter nu erau numite în mod colectiv, fie într-o manieră coezivă fie una codificată, în cadrul Bibliei; alte scrieri literare și ecleziastice au fost consultate în locul ei drept surse din care putea fi extrase definițiile. Partea a II-a a Divinei Comedii, Purgatoriul, a fost cu siguranță cea mai cunoscută sursă începând cu Renașterea.
Catehismul actual al Bisericii Catolice menționează aceste păcate în limba latină: „superbia, avaritia, invidia, ira, luxuria, gula, pigritia seu acedia”, traduse ca „mândrie, avariție, invidie, furie, poftă, îmbuibare și apatie spirituală/acedia”. Fiecare din cele șapte păcate capitale își are opusul său corespunzător în cele șapte virtuți sfinte (numite uneori virtuțiile contrarii). În ordine respectivă, cele șapte virtuți sfinte sunt umilința, dărnicia, bunătatea, răbdarea, castitatea, moderația și hărnicia.

## Conform bisericii
Conform Bisericii creștine, păcatele capitale sunt în număr de 7:
- Mândria
- Iubirea de arginți (zgârcenia și aviditatea, avariția)
- Desfrânarea
- Invidia sau pizma
- Îmbuibarea
- Mânia
- Lenea.

Lista celor șapte păcate mortale a fost revizuită de Papa Grigore I cel Mare în secolul VI și apoi a fost popularizată în Evul Mediu de către Dante Alighieri, în Divina Comedie, partea I, „Infernul“. Păcatele capitale sunt o serie de fapte ce se opun virtuților cardinale, așa cum păcatele împotriva Duhului Sfânt se opun virtuților teologice. Denumirea de capitale nu exprimă aici gravitatea lor, căci, în cazuri concrete, ele pot fi păcate ușoare, ci faptul că aceste păcate sunt izvorul sau capetele din care ies alte multe și felurite păcate. Ele sunt mai curând înclinări stabile, vicii, patimi, decât acte păcătoase.
Teologii consideră că lenea aduce slăbirea puterilor sufletești și trupești, lipsa de cele trebuincioase vieții, îndemn la furt, pricină de ceartă și uitare de Dumnezeu. 
Un păcat din punct de vedere religios trebuie să îndeplinească 2 condiții de bază:
- o condiție ar fi ca păcatul să fie săvârșit în mod voit, conștient
- a doua condiție ar fi ca păcatul să fie făcut de bună voie, nesilit de nimeni.

În luna martie 2008, Biserica Catolică a actualizat lista păcatelor capitale, adăugând șapte noi păcate și a publicat lista în ziarul Vaticanului, "L’Osservatore Romano": 
1. Distrugerea mediului înconjurător
2. Experimentele științifice a căror natură morală este discutabilă
3. Manipulări genetice care duc la alterarea ADN-ului
4. Consumul sau traficul de droguri
5. Injustiția socială care duce la sărăcie
6. Avortul
7. Pedofilia

Acestea nu înlocuiesc vechea listă, ci se adaugă acesteia ca «noi forme ale păcatului social».